# Oreochromis
Oreochromis is een geslacht van straalvinnige vissen uit de familie van cichliden (Cichlidae). Het geslacht is voor het eerst wetenschappelijk beschreven in 1889 door Guenther.

## Soorten
- Oreochromis amphimelas (Hilgendorf, 1905)
- Oreochromis andersonii (Castelnau, 1861)
- Oreochromis angolensis (Trewavas, 1973)
- Oreochromis aureus (Steindachner, 1864)
- Oreochromis chungruruensis (Ahl, 1924)
- Oreochromis esculentus (Graham, 1928)
- Oreochromis hunteri Günther, 1889
- Oreochromis ismailiaensis Mekkawy, 1995
- Oreochromis jipe (Lowe, 1955)
- Oreochromis karomo (Poll, 1948)
- Oreochromis karongae (Trewavas, 1941)
- Oreochromis korogwe (Lowe, 1955)
- Oreochromis lepidurus (Boulenger, 1899)
- Oreochromis leucostictus (Trewavas, 1933)
- Oreochromis lidole (Trewavas, 1941)
- Oreochromis macrochir (Boulenger, 1912)
- Oreochromis mortimeri (Trewavas, 1966)
- Oreochromis mossambicus (Peters, 1852)
- Oreochromis mweruensis Trewavas], 1983
- Oreochromis niloticus (Linnaeus, 1758)
- Oreochromis placidus (Trewavas, 1941)
  - Oreochromis placidus placidus (Trewavas, 1941)
  - Oreochromis placidus ruvumae (Trewavas, 1966)
- Oreochromis rukwaensis (Hilgendorf & Pappenheim, 1903)
- Oreochromis saka (Lowe, 1953)
- Oreochromis salinicola (Poll, 1948)
- Oreochromis schwebischi (Sauvage, 1884)
- Oreochromis shiranus Boulenger, 1897
  - Oreochromis shiranus chilwae (Trewavas, 1966)
  - Oreochromis shiranus shiranus Boulenger, 1897
- Oreochromis spilurus (Günther, 1894)
- Oreochromis spilurus niger (Günther, 1894)
- Oreochromis spilurus percivali (Boulenger, 1912)
- Oreochromis spilurus spilurus (Günther, 1894)
- Oreochromis squamipinnis (Günther, 1864)
- Oreochromis tanganicae (Günther, 1894)
- Oreochromis upembae (Thys van den Audenaerde, 1964)
- Oreochromis urolepis (Norman, 1922)
  - Oreochromis urolepis hornorum (Trewavas, 1966)
  - Oreochromis urolepis urolepis (Norman, 1922)
- Oreochromis variabilis (Boulenger, 1906)